# GECT Alzette Belval
Le GECT Alzette Belval est un groupement européen de coopération territoriale (GECT) créé en 2013 entre la France et le Luxembourg.

## Histoire
Le GECT Alzette Belval est créé le 8 mars 2013 par l'État luxembourgeois et quatre de ses communes (Esch-sur-Alzette, Mondercange, Sanem et Schifflange), l'État français et quatre de ses collectivités françaises (la communauté de communes du Pays Haut Val d'Alzette, la Région Lorraine et les conseils départementaux de Moselle et de Meurthe-et-Moselle), concrétisant un accord signé le 7 janvier 2010,. Toutefois, il existait dès 2007 une coopération informelle.
Le 1er janvier 2016, la région Grand Est est créée en lieu et place de la région Lorraine.
En 2023, la commune luxembourgeoise de Rumelange adhère au GECT. Le GECT lance dans le même temps son premier appel à projets, en lien avec l'Interreg et la Grande Région.

## Missions et réalisations
Le rôle du GECT est de faciliter la coopération transfrontalière franco-luxembourgeoise soit par la réalisation de projets concrets soit en facilitant le dialogue. Il intervient sur de nombreux sujets comme les transports, la santé, l'emploi ou le logement pour garantir un développement cohérent de la région de part et d'autre de la frontière.
Parmi les réalisations, on peut citer la piste cyclable entre Audun-le-Tiche et Esch-Belval en 2022.

## Organes et fonctionnement

### Gouvernance
La présidence alterne tous les deux ans entre français et luxembourgeois.
Son siège est situé en France, dans les locaux de la communauté de communes du Pays Haut Val d'Alzette à Audun-le-Tiche.
L'exécutif restreint se compose d'un premier vice-président et de deux vice-présidents. Le bureau se compose de 12 membres, six par pays.

### Membres
Le GECT est constitué des entités suivantes :
- l'État français ;
  - la région Grand Est ;
  - les départements de Moselle et de Meurthe-et-Moselle ;
  - la communauté de communes du Pays Haut Val d'Alzette, regroupant huit communes à cheval sur deux départements.
- l'État luxembourgeois ;
  - les communes de Esch-sur-Alzette, Mondercange, Rumelange, Sanem et Schifflange.

## Territoire
Le territoire recouvre à sa création 140 km2 puis 147 km2 avec l'adhésion de Rumelange, et près de 90 000 habitants en 2017.
Le territoire regroupe les communes d'Audun-le-Tiche, Aumetz, Boulange, Esch-sur-Alzette, Mondercange, Ottange, Rédange, Rumelange, Russange, Sanem, Schifflange, Thil et Villerupt soit près de 107 000 habitants,.

## Budget
Le premier budget est de 80 000 euros en 2013, financé à part égales entre les deux pays. À partir de 2023, le financement est assuré à 60 % par le Luxembourg et 40 % par la France ; le budget 2024 est de 695 778,88 euros.

## Sources

## Compléments